# Wairara
Wairara is een bestuurslaag in het regentschap Oost-Soemba van de provincie Oost-Nusa Tenggara, Indonesië. Wairara telt 486 inwoners (volkstelling 2010).